# Med Byrd til Sydpolen
Med Byrd til Sydpolen (originaltitel With Byrd at the South Pole) er en amerikansk dokumentarfilm fra 1930, der handler om Richard E. Byrds første opdagelsesrejse til Sydpolen.
Filmens lydspor består mest af musik og lydeffekter, med fortælling læst af Floyd Gibbons. Joseph T. Rucker og Willard Van der Veer fik en Oscar for bedste fotografering for deres arbejde med filmen. Det var den først dokumentar der fik en Oscar,
og den eneste der fik en for fotografering.
Ekspeditionsdeltageren Paul Siples bog A Boy Scout With Byrd er blevet oversat til dansk i 1931 med samme titel: Med Byrd til Sydpolen.